# Marcel Pérès (Schauspieler)
Marcel Pérès (* 24. Januar 1898 in Castelsarrasin Département Tarn-et-Garonne; † 28. Juni 1974 in Châlette-sur-Loing, Département Loiret; eigentlich Marcel Jean Paul Laurent Farenc) war ein französischer Schauspieler.

## Leben
Pérès war der Sohn eines Friseurs. Als sein Vater 1906 verstarb, heiratete seine Mutter Paul Pérès, den Direktor einer reisenden Theatergesellschaft. Dort lernte Pérès alle Tätigkeiten vor und hinter der Bühne und trat aber auch schon in einigen Stücken und Revuen auf. Durch die Freundschaft mit Roger Blin und Jean Gabin entdeckte Pérès um 1928 für sich das Kino. Nach einigen anfänglichen Schwierigkeiten war Pérès bis an sein Lebensende nur noch als Schauspieler tätig.
Die Schauspielerin Jeanne Pérez (1894–1975) war seine ältere Schwester.

## Filmografie (Auswahl)
- 1927: Napoleon
- 1938: Bestie Mensch (La Bête Humaine)
- 1938: Ultimatum
- 1938: Hafen im Nebel (Le Quai des Brumes)
- 1938: Hôtel du Nord
- 1939: Der Tag bricht an (Le Jour se lève)
- 1942: Der Mörder wohnt Nr. 21 (L'assassin habite au 21)
- 1943: Eine fatale Familie (Goupi Mains Rouges)
- 1943/45: Kinder des Olymp (Les enfants du paradis)
- 1947: SOS – 11 Uhr nachts (La Dame d’onze heures)
- 1947: Monsieur Vincent
- 1950: Manege frei (Au revoir, Monsieur Grock)
- 1950: Schwurgericht (Justice est faite)
- 1952: Pläsier (Le Plaisir)
- 1954: Vor der Sintflut (Avant le déluge)
- 1957: Die heilige Johanna (Saint Joan)
- 1960: Augen ohne Gesicht (Les Yeux sans visage)
- 1964: Angst in der Stadt (La cité de l'indicible peur)
- 1966: Das Geheimnis der weißen Masken (Les Compagnons de Jéhu)
- 1967: Allô Police (Fernsehserie, 1 Folge)
- 1968: Schußfahrt nach San Remo (Les Cracks)
- 1968: Tom Sawyers und Huckleberry Finns Abenteuer
- 1969: Mein Onkel Benjamin (Mon oncle Benjamin)
- 1969: Die Milchstraße (La Voie lactée)
- 1969: Der Kommissar und sein Lockvogel (Dernier domicile connu)
- 1970: Der aus dem Regen kam (Le Passager de la pluie)
- 1971: Die Abenteuer des Monsieur Vidocq (Les Nouvelles Aventures de Vidocq, Fernsehserie, 1 Folge)
- 1974: Das Gespenst der Freiheit (Le Fantôme de la liberté)

## Theater (Auswahl)
- Mafrin – Die Mondvögel (Marcel Aymé)
- Richard III. – Richard III. (William Shakespeare).